# Lienel
Lienel（リエネル）は、日本の6人組メインボーカル&ダンスグループ。スターダストプロモーション所属。

## 概要
2023年4月29日にパシフィコ横浜 国立大ホールにて開催された「EBiDAN THE PARADE 2023 SPRING」にて「Lienel」のお披露目&デビュー。
メンバーは2022年EBiDANの新グループのメンバーを募る公開オーディション「EBiDAN AUDITION 2022」で選ばれた。
Lienelはフランス語で"永遠の絆"を意味する「Lien éternel」から生まれ、メンバーとファンで絆をつないでいきたいという意味が込められている。
ファンネームは「Lien」。

## メンバー
| 名前                           | 生年月日       | 出身地                  | 血液型 | 身長  | メンバーカラー | 備考 |
| ------------------------------ | -------------- | ----------------------- | ------ | ----- | -------------- | --- |
| 芳賀柊斗 （はが しゅうと）     | 2005年1月25日  | 宮城県                  | 不明   | 172cm | 赤             | リーダー 元「EBiDAN SENDAI」「Battle Boys 仙台選抜（1st, 2nd, 3rd, 4th 選抜）」メンバー。地方在住のため、学校の長期休みの期間だけ森田璃空と東京で同居している。 |
| 近藤駿太 （こんどう しゅんた） | 2005年9月18日  | 北海道                  | A型    | 177cm | 青             | |
| 高岡ミロ （たかおか みろ）     | 2006年10月3日  | 東京都                  | B型    | 175cm | 緑             | 元「MAGiC BOYZ」のメンバー |
| 森田璃空 （もりた りく）       | 2006年10月27日 | 大阪府                  | B型    | 169cm | ピンク         | 地方在住のため、学校の長期休みの期間だけ芳賀柊斗と東京で同居している。                                                                                          |
| 武田創世 （たけだ そうせ）     | 2009年4月3日   | 埼玉県 (生まれは長野県) | A型    | 168cm | オレンジ       | 第2回「スター☆オーディション」で審査員特別賞を受賞。 |
| 高桑真之 （たかくわ さねゆき） | 2009年12月9日  | 東京都                  | B型    | 181cm | 黄色           | EBiDAN NEXTの小学生限定の選抜育成プロジェクト「CZ'21」のメンバーとして活動していた。                                                                            |

## 沿革
2022年
- EBiDANの新グループのメンバーを募る「EBiDAN AUDITION 2022」開催[2]。

2023年
- 4月29日、パシフィコ横浜 国立大ホールにて開催された「EBiDAN THE PARADE 2023 SPRING」にてお披露目&デビュー[1]。サプライズでデビューシングル「LOVE Communication」が4月30日に配信リリースされることが発表された[11]。
- 4月30日、デビューシングル「LOVE Communication」配信リリース。
- 5月27日、デビューシングル「LOVE Communication」MV公開。
- 5月28日、1st CDシングル『Love Me Madly』が7月26日に発売決定。衣装は超特急のカイがプロデュース[12]。
- 6月3日〜8月27日、1st CDシングル『Love Me Madly』リリースイベント開催[13]。
- 7月26日、1st CDシングル『Love Me Madly』発売。
- 8月13日、LienelのファンネームがLien(リアン)に決定。
- 8月27日、1st CDシングル『Love Me Madly』リリースイベント最終日に2nd CDシングル『kimito』の発売が11月1日に決定したこと、9月中旬より新たにリリースイベントを行うことを発表。タイトル曲「kimito」をサプライズで初披露[14]。
- 9月18日〜11月12日、2nd CDシングル『kimito』リリースイベント開催[15][16]。
- 11月1日、2nd CDシングル『kimito』発売。オリコンデイリーシングルランキングで1位を獲得。21時に「kimito」MV公開[17]。
- 11月7日、2nd CDシングル『kimito』がオリコン週間シングルランキングで自身初の1位を獲得[18]。
- 11月12日、2nd CDシングル『kimito』リリースイベント最終日に2nd配信シングルの「親指☆Evolution!」を12月20日にリリースすることをサプライズ発表[19]。
- 12月14日、WeverseにLienelコミュニティがオープン[20]。
- 12月20日、2nd配信シングル「親指☆Evolution!」リリース。
- 12月28日、1stワンマンライブ「Lien éternel」開催。初のライブツアー「Lienel 1st Live Tour 2024 ～My Youth～」の開催が告知された[21]。

2024年
- 1月27日、「BREAK OUT祭 2024 in OSAKA」にて3rd CDシングルの『Melty flowers』が4月24日に発売決定したことを発表。3月よりリリースイベントも開催[22]。
- 1月30日、Lienel初のカレンダー「Lienel OFFICIAL CALENDAR 2024.4-2025.3」が3月25日に発売決定したことを発表。発売記念イベントも開催[23]。
- 3月2日〜4月29日、3rd CDシングル『Melty flowers』リリースイベント開催[24][25]。
- 3月25日、Lienel初のカレンダー「Lienel OFFICIAL CALENDAR 2024.4-2025.3」発売。
- 4月24日、3rd CDシングル『Melty flowers』発売。21時に「Melty flowers」MV公開[26]。
- 5月7日、「Lienel 応援広告」の受付開始[27]。
- 5月12日、「Lienel 1st Live Tour 2024 ～My Youth～」初日大阪公演にて4th 両A面シングルの『Curry on love / ギラサマ』が8月21日に発売決定したことを発表。7月よりリリースイベントも開催。表題曲の1つ「Curry on love」をサプライズで初披露[28]。
- 5月19日、「Lienel 1st Live Tour 2024 ～My Youth～」東京公演にて「Lienel 2nd Live Tour 2024」の開催が発表された。メンバーカラーも決定[29]。
- 7月7日～9月8日、4th 両A面シングル『Curry on love / ギラサマ』リリースイベント開催[30][31]。
- 7月10日、「Curry on love」MV公開。全編インドで撮影[32]。
- 8月12日、「ギラサマ」のMVが8月23日21時にプレミア公開することが決定。振り付けはEBiDANの先輩であるBUDDiiSのFUMIYAが担当[33]。
- 8月21日、4th 両A面シングル『Curry on love / ギラサマ』発売。オリコンデイリーランキングで3位を獲得[34]。
- 8月23日、「ギラサマ」MV公開。「Curry on love」と同じく全編インドで撮影[35]。
- 9月8日、Lienel初の写真集『Lienel 1st PHOTO BOOK ダンニャワード ～インドより愛をこめて～』が10月4日に発売決定したことを発表。発売記念イベントも開催[36]。
- 9月21日、「Lienel 2nd Live Tour 2024 ～Adventure～」初日公演にて『Lienel 3rd Live Tour 2025「Lienel a go-go!」』の開催が発表された。このツアーに向けてプロジェクト「Lienel a go-go!」も11月から始動[37][38]。
- 9月22日、「Lienel 2nd Live Tour 2024 ～Adventure～」恵比寿ザ・ガーデン夜公演にて5th シングル『Go Around The World』が2025年1月8日に発売決定したことを発表。2025年5月に開催する東阪Zeppツアー「Lienel a go-go!」のテーマソングで旅感をテーマにした楽曲[39]。
- 2024年11月4日～2025年1月13日、5th シングル『Go Around The World』リリースイベント開催[38]。

2025年
- 1月8日、5th シングル『Go Around The World』発売。オリコンデイリーランキングで2位を獲得。21時に「Go Around The World」MV公開[40]。
- 1月13日、5th シングル『Go Around The World』リリースイベント最終日にて1st アルバム「罪と罰」の発売が4月2日に発売決定したことを発表。2月中旬よりリリースイベントも開催。イベントの詳細は1月7日19時から行われるYouTube生配信で発表[41]。
- 2月10日、5th シングル『Go Around The World』が2025年1月度のゴールドディスク認定された[42]。
- 2月15日～4月6日、1st アルバム『罪と罰』リリースイベント開催[43]。
- 3月7日、1st アルバムのリード曲「罪と罰」MV公開[44]。
- 4月2日、1stアルバム『罪と罰』発売。オリコンデイリーアルバムランキングで2位を獲得。
- 4月7日、21時にLienelオフィシャルファンクラブ「Lien's Lair」開設[45]。
- 5月6日、『Lienel 3rd Live Tour 2025「Lienel a go-go!」』初日夜公演にて『Lienel 4th Live Tour 2025「Miracle」』の開催が発表された[46]。
- 5月18日、19時に「+KIRARI」Lienel ソロファンコミュニティ開設。
- 6月7日、インドネシアからインスタライブで6th シングル『超絶SUMMERでバカになれ』が8月20日に発売決定したことを発表[47]。
- 7月2日、「超絶SUMMERでバカになれ 」～梅雨ver.～ MV公開[48]。
- 7月21日～8月24日、6th シングル『超絶SUMMERでバカになれ』リリースイベント開催[49]。
- 8月13日、「超絶SUMMERでバカになれ」～フルver.～ MV公開。梅雨ver.の続きは宮古島で撮影[50]。
- 8月16日、インスタライブにて『Lienel New Year Party 〜あけおめ2026〜』の開催を発表[51]。
- 8月20日、6th シングル『超絶SUMMERでバカになれ』発売。21時に「超絶SUMMERでバカになれ」（暴風ver.）MV公開[52]。

## ディスコグラフィ

### シングル
|     | リリース日    | タイトル                 | 形態        | 形態                   | 収録曲                                                                                               | 規格品番  | オリコン 最高位 | 備考                                                              |
| --- | ------------- | ------------------------ | ----------- | ---------------------- | --- | --------- | --------------- | ----------------------------------------------------------------- |
| 1st | 2023年7月26日 | Love Me Madly            | CD          | TYPE-A                 | 1. Love Me Madly 2. Summer Boy!Summer Girl! 3. Neo ROMANTIC                                          | ZXRC-1255 | 9位             |                                                                   |
| 1st | 2023年7月26日 | Love Me Madly            | CD          | TYPE-B                 | 1. Love Me Madly 2. Summer Boy!Summer Girl! 3. Don't look back!                                      | ZXRC-1256 | 9位             |                                                                   |
| 2nd | 2023年11月1日 | kimito                   | CD          | TYPE-A                 | 1. kimito 2. Over Days 3. Navy Blue                                                                  | ZXRC-1257 | 1位             | オリコン週間シングルランキング1位                                 |
| 2nd | 2023年11月1日 | kimito                   | CD          | TYPE-B                 | 1. kimito 2. Fly High 3. Beautiful                                                                   | ZXRC-1258 | 1位             | オリコン週間シングルランキング1位                                 |
| 2nd | 2023年11月1日 | kimito                   | CD          | TYPE-C                 | 1. kimito 2. 純情シンドローム 3. Party Now!                                                          | ZXRC-1259 | 1位             | オリコン週間シングルランキング1位                                 |
| 3rd | 2024年4月24日 | Melty flowers            | CD＋Blu-ray | TYPE-A                 | 1. Love With You 2. Melty flowers 3. Dreaming Days                                                   | ZXRC-1261 |                 |                                                                   |
| 3rd | 2024年4月24日 | Melty flowers            | CD          | TYPE-B                 | 1. Baby Girl 2. Melty flowers 3. Mr.Sister                                                           | ZXRC-1262 |                 |                                                                   |
| 3rd | 2024年4月24日 | Melty flowers            | CD          | TYPE-C                 | 1. Hop Step Jump! 2. Melty flowers 3. 恋は罪ですか？                                                 | ZXRC-1263 |                 |                                                                   |
| 4th | 2024年8月21日 | Curry on love / ギラサマ | CD＋Blu-ray | TYPE-A                 | 1. Curry on love 2. ギラサマ 3. Awesome day                                                          | ZXRC-1264 | 3位             | オリコン週間シングルランキング3位                                 |
| 4th | 2024年8月21日 | Curry on love / ギラサマ | CD          | TYPE-B                 | 1. Curry on love 2. ギラサマ 3. Watcha Doing                                                         | ZXRC-1265 | 3位             | オリコン週間シングルランキング3位                                 |
| 4th | 2024年8月21日 | Curry on love / ギラサマ | CD          | TYPE-Curry             | 1. Curry on love 2. ギラサマ 3. カルマ                                                               | ZXRC-1266 | 3位             | オリコン週間シングルランキング3位                                 |
| 5th | 2025年1月8日  | Go Around The World      | CD          | TYPE-A                 | 1. Go Around The World 2. セカイイチ 3. Rock Your Body                                               | ZXRC-1267 | 2位             | オリコン週間シングルランキング2位 2025年1月度ゴールドディスク認定 |
| 5th | 2025年1月8日  | Go Around The World      | CD          | TYPE-B                 | 1. Go Around The World 2. セカイイチ 3. No Limit, No Rules                                           | ZXRC-1268 | 2位             | オリコン週間シングルランキング2位 2025年1月度ゴールドディスク認定 |
| 5th | 2025年1月8日  | Go Around The World      | CD          | TYPE-C                 | 1. Go Around The World 2. セカイイチ 3. 恋のFIRE! FIRE! FIRE!!                                       | ZXRC-1269 | 2位             | オリコン週間シングルランキング2位 2025年1月度ゴールドディスク認定 |
| 5th | 2025年1月8日  | Go Around The World      | CD          | TYPE-Lienel            | 1. Go Around The World 2. セカイイチ 3. じれったいKISS                                               | ZXRC-1270 | 2位             | オリコン週間シングルランキング2位 2025年1月度ゴールドディスク認定 |
| 6th | 2025年8月20日 | 超絶SUMMERでバカになれ   | CD          | 通常盤                 | 1. 超絶SUMMERでバカになれ 2. Tokyo Mellow Night 3. Blown out 4. AMAZING WORLD                        | ZXRC-1271 |                 |                                                                   |
| 6th | 2025年8月20日 | 超絶SUMMERでバカになれ   | CD          | 初回限定メンバーソロ盤 | 1. 超絶SUMMERでバカになれ 2. Tokyo Mellow Night 3. Blown out 4. AMAZING WORLD (メンバー別バージョン) | ZXRC-1272 |                 |                                                                   |
| 6th | 2025年8月20日 | 超絶SUMMERでバカになれ   | CD          | 初回限定メンバーソロ盤 | 1. 超絶SUMMERでバカになれ 2. Tokyo Mellow Night 3. Blown out 4. AMAZING WORLD (メンバー別バージョン) | ZXRC-1273 |                 |                                                                   |
| 6th | 2025年8月20日 | 超絶SUMMERでバカになれ   | CD          | 初回限定メンバーソロ盤 | 1. 超絶SUMMERでバカになれ 2. Tokyo Mellow Night 3. Blown out 4. AMAZING WORLD (メンバー別バージョン) | ZXRC-1274 |                 |                                                                   |
| 6th | 2025年8月20日 | 超絶SUMMERでバカになれ   | CD          | 初回限定メンバーソロ盤 | 1. 超絶SUMMERでバカになれ 2. Tokyo Mellow Night 3. Blown out 4. AMAZING WORLD (メンバー別バージョン) | ZXRC-1275 |                 |                                                                   |
| 6th | 2025年8月20日 | 超絶SUMMERでバカになれ   | CD          | 初回限定メンバーソロ盤 | 1. 超絶SUMMERでバカになれ 2. Tokyo Mellow Night 3. Blown out 4. AMAZING WORLD (メンバー別バージョン) | ZXRC-1276 |                 |                                                                   |
| 6th | 2025年8月20日 | 超絶SUMMERでバカになれ   | CD          | 初回限定メンバーソロ盤 | 1. 超絶SUMMERでバカになれ 2. Tokyo Mellow Night 3. Blown out 4. AMAZING WORLD (メンバー別バージョン) | ZXRC-1277 |                 |                                                                   |

### アルバム
|     | リリース日   | タイトル | 形態         | 形態        | 収録曲 | 規格品番  | オリコン最高位 | 備考 |
| --- | ------------ | -------- | ------------ | ----------- | --- | --------- | -------------- | ---- |
| 1st | 2025年4月2日 | 罪と罰   | CD + Blu-ray | 初回限定盤A | 1. UNKNOWN GROOVE 2. 罪と罰 3. アンチハート 4. LOVE Communication 5. 花鳥風月 6. Love Me Madly 7. kimito 8. フルムーン 9. Melty flowers 10. Stay tuned 11. ジュリアの口づけ 12. Curry on love 13. 妄想劇場 14. 親指☆Evolution! 15. Go Around The World                            | ZXRC-2118 | 2位            |      |
| 1st | 2025年4月2日 | 罪と罰   | CD + Blu-ray | 初回限定盤B | 1. UNKNOWN GROOVE 2. 罪と罰 3. アンチハート 4. LOVE Communication 5. 花鳥風月 6. Love Me Madly 7. kimito 8. フルムーン 9. Melty flowers 10. Stay tuned 11. ジュリアの口づけ 12. Curry on love 13. 妄想劇場 14. 親指☆Evolution! 15. Go Around The World                            | ZXRC-2119 | 2位            |      |
| 1st | 2025年4月2日 | 罪と罰   | CD           | 通常盤      | 1. UNKNOWN GROOVE 2. 罪と罰 3. アンチハート 4. LOVE Communication 5. 花鳥風月 6. Love Me Madly 7. kimito 8. フルムーン 9. Melty flowers 10. Stay tuned 11. ジュリアの口づけ 12. Curry on love 13. 妄想劇場 14. 親指☆Evolution! 15. Go Around The World 16. Connected (通常盤のみ) | ZXRC-2120 | 2位            |      |

### 配信限定リリース
|     | リリース日     | タイトル           | 規格                   |
| --- | -------------- | ------------------ | ---------------------- |
| 1st | 2023年4月30日  | LOVE Communication | デジタル・ダウンロード |
| 2nd | 2023年12月20日 | 親指☆Evolution!    | デジタル・ダウンロード |

## ミュージックビデオ
| 公開日        | 曲名                                          | 監督 |
| ------------- | --------------------------------------------- | ---- |
| 2023年5月27日 | LOVE Communication - YouTube                  |      |
| 2023年7月26日 | Love Me Madly - YouTube                       |      |
| 2023年11月1日 | kimito - YouTube                              |      |
| 2024年4月24日 | Melty flowers - YouTube                       |      |
| 2024年7月10日 | Curry on love - YouTube                       |      |
| 2024年8月23日 | ギラサマ - YouTube                            |      |
| 2025年1月8日  | Go Around The World - YouTube                 |      |
| 2025年3月7日  | 罪と罰 - YouTube                              |      |
| 2025年7月2日  | 超絶SUMMERでバカになれ 〜梅雨ver.〜 - YouTube |      |
| 2025年8月13日 | 超絶SUMMERでバカになれ 〜フルver.〜 - YouTube |      |
| 2025年8月20日 | 超絶SUMMERでバカになれ（暴風ver.） - YouTube  |      |

## タイアップ
| 曲名          | タイアップ                                                     |
| ------------- | -------------------------------------------------------------- |
| Love Me Madly | TBSテレビ「よるのブランチ」2023年7月度&8月度エンディングテーマ |

## 出演

### テレビ番組
- BREAK OUT マンスリーコーナー「FREAK SCENE」(2023年9月28日、10月4日・11日、11月1日・8日、2024年5月1日、テレビ朝日系)
- 歌のサンセット (2023年10月27日・2024年8月23日、テレビ東京)
- 高校生講座 世界史探究 (2024年4月3日 - 毎週水曜日放送、NHK Eテレ) ※高岡ミロのみ
- SMASH BEAT 3 (2024年4月26日、関西テレビ)
- 熱愛プリンス (2025年3月6日 - 4月25日、MBS・テレビ神奈川・テレビ埼玉・群馬テレビ・とちぎテレビ・チバテレ) ※芳賀柊斗のみ
- ひとりでしにたい (2025年6月21日 - 、毎週土曜日放送、NHK総合) ※近藤駿太、森田璃空のみ

### ラジオ番組
- 恵比寿のチルい部屋 (2023年5月20日 - 2025年3月20日、Spotify Podcast)
- Bonjour! Lienel (2023年12月8日 - 毎週金曜日配信、AuDee)
- Lienel のキャッチ！ (2024年4月22日 - 毎月第4月曜日オンエア、e-radio)

### 舞台
- 舞台「ソーセージ」（2024年10月10日 - 27日、博品館劇場）[54]※芳賀柊斗、近藤駿太のみ
- 舞台「あの日々に最高の花束を」（2025年1月22日 - 28日、赤坂 RED/THEATER）※森田璃空、高桑真之のみ
- 朗読劇「ネコたん！弐 ぷらす ～猫町怪異奇譚～　仮面遊戯殺猫事件」（2025年6月19日・21日、あうるすぽっと【豊島区立舞台芸術交流センター】）※近藤駿太、森田璃空のみ

### 映画
- BATTLE KING!! Map of The Mind -終奏-（2025年3月14日公開）※芳賀柊斗、近藤駿太、高岡ミロのみ

- 国宝（2025年6月6日公開）※武田創世のみ

## ライブ・イベント

### その他ライブ・イベント
2023年
- ONE N' ONLY 「ONE N` LIVE 2023～Departure～」オープニングアクト (5月1日・7日・21日)
- 超特急「BULLET TRAIN Spring Tour 2023「B9 Unlimited」」オープニングアクト (5月28日、6月10日・17日、7月8日・9日・14日・15日・17日)
- 「GAKUSEI RANWAY 2023」(6月4日)
- BUDDiiS「BUDDiiS vol.05-MAGiiCAL-」オープニングアクト (6月17日・24日)
- 「my HERO Festival 2023」(6月18日)
- 原因は自分にある。「LIVE TOUR 2023 -G=ø-」オープニングアクト (7月21日、8月4日・6日)
- 「tbc夏まつり2023」(7月23日)
- お台場冒険王2023「ロッテふ～せんガム」ステージ (7月25日)
- 「EBiDAN THE LIVE UNIVERSE 2023」(8月11日・12日)
- 「ちゃおフェス」(8月20日)
- 「BUZZ-UP 2023 summer」(8月25日)
- 「アカネクラブ ぶっかまLIVE vol.3」オープニングアクト (8月29日)
- 「2023 RAB夏祭り」(9月9日)
- 「KASHIWA SWISH」(9月10日)
- 第3回EBiDAN大運動会「スポーツマンヒップ!」(11月11日)
- 「Nxt Treasure 2023 Winter Collection」(12月21日) ※近藤駿太、高桑真之のみ

2024年
- 「BREAK OUT祭2024 in OSAKA」(1月27日)
- 「HACHI-ON 2024」(1月30日)
- 「SMASH BEAT 3」(4月3日・12日)
- 「Cinderella Fes」(6月9日)
- 「GAKUSEI RUNWAY」(6月16日)
- 「テレビ朝日・六本木ヒルズ 夏祭りSUMMER STATION 2024」(7月21日)
- 「プチエビ ～プチッとEBiDAN THE LIVE～」(8月15日・16日) ※16日は台風の影響により公演中止
- 「EBiDAN THE LIVE CRUISE 2024」(8月17日・18日)
- 「24時間テレビチャリティーイベント」(9月1日)
- 第4回EBiDAN大運動会「スポーツマンヒップ！」(10月14日)
- 「BoyAge Festival 2024 AUTUMN」(11月10日)

#### 2025年
- スパイストラベラー presents「MasalaMix2025」(1月19日)

- 「SHIGA BEAT CRUISIN' Vol.2」（2月1日）
- 「MAKUHARU Fes.2025」(3月23日)
- 「推し活ピューロランドフェス」(3月29日)
- 「New Beginning Fes」(5月31日)
- 「Anime Festival Asia Indonesia 2025」(6月6日・7日・8日) ※武田創世は都合により欠席
- 「テレビ朝日・六本木ヒルズ SUMMER FES」(7月20日)
- 「EBiDAN THE LIVE 2025 HOTEL NINE STAR」(8月15日・16日・17日)
- 「New Beginning Fes -公開収録-」（8月21日予定）

## 書籍

### 写真集
- Lienel 1st PHOTO BOOK ダンニャワード～インドより愛をこめて～（2024年10月4日、主婦と生活社）ISBN 978-4391163353[36]